# Wiel Arets
Wiel Arets (Heerlen, 6 mei 1955), is een Nederlandse architect, bouwkundig theoreticus, stedenbouwkundige, industrieel ontwerper en de decaan van het College of Architecture aan het Illinois Institute of Technology in Chicago, in de Verenigde Staten. 

## Levensloop
Arets' vader was een boekdrukker en zijn moeder was een modeontwerper, zij leerden hem respect te hebben voor de traditie van het ambacht en de liefde voor boeken en lezen. Hij studeerde kort bouwkunde en fysica, om uiteindelijk te kiezen voor architectuur. In 1983 studeerde hij af aan de Technische Universiteit Eindhoven.
Hij was 'Hoogleraar Building Planning and Design' aan de Berlijnse Universiteit van de Kunsten (UdK), Duitsland en is de oprichter van Wiel Arets Architects, een multidisciplinaire architectuur- en designstudio met vestigingen verspreid over heel Europa. Van 1995-2002 was hij de decaan van het Berlage Instituut in Rotterdam.
Arets' werk wordt over het algemeen gekenmerkt door een minimalistische, geometrische en sobere aanpak die beantwoordt aan de lokale risico's op een flexibele manier, met Arets uit te leggen:

We willen dat onze gebouwen passen in de bestaande context, maar toch flexibel en open voor verandering blijven'.

Arets verdeelt zijn tijd tussen Chicago, Maastricht, Berlijn, Amsterdam en Zürich. Hij is getrouwd en heeft twee kinderen.

## Theorie
In 1991 werd Arets eerste theoretische tekst gepubliceerd, 'An Alabaster Skin', in een monografie met dezelfde titel. De tekst gaat over fascinaties uit zijn studies en vroege carrière, waaronder: cinematografie, fotografie, steden, technologie van de 20e eeuw, het membraan of huid van een gebouw, biologie en de handeling van het snijden en bewerken (met betrekking tot cinematografie), alsook de postmoderne architectuur van de jaren 1980. 

### Dagdromen over Zuidstad
In een pleidooi tijdens de Peutzlezing (2008) in Limburg vertelde Wiel Arets over zijn liefde voor het zuiden en zijn visie op de toekomst van Limburg ofwel Zuidstad. Het is zijn droom om Limburg als derde metropool van Nederland op de kaart te zetten, naast de Randstad en de Noordstad. In zijn lezing ‘Dagdromen over Zuidstad’ in het Glaspaleis vertelde hij hoe dit gerealiseerd kan worden. De regio moet gemakkelijk bereikbaar worden. Betere treinverbindingen en de bouw van een vliegveld gaan ervoor zorgen dat elke metropool binnen een uur te bereiken is. Arets: 'Zuidstad met een miljoen inwoners kan als industrieel kenniscentrum, als medisch kenniscentrum, als progressief woonklimaat en als cultuurklimaat dat ertoe doet een alternatief bieden voor de Randstad als woon- en vestigingsplaats.' Politici en ondernemers hoeven volgens de architect alleen maar op de 'reset-button' voor Limburg te drukken en aan de slag te gaan.

## Projecten

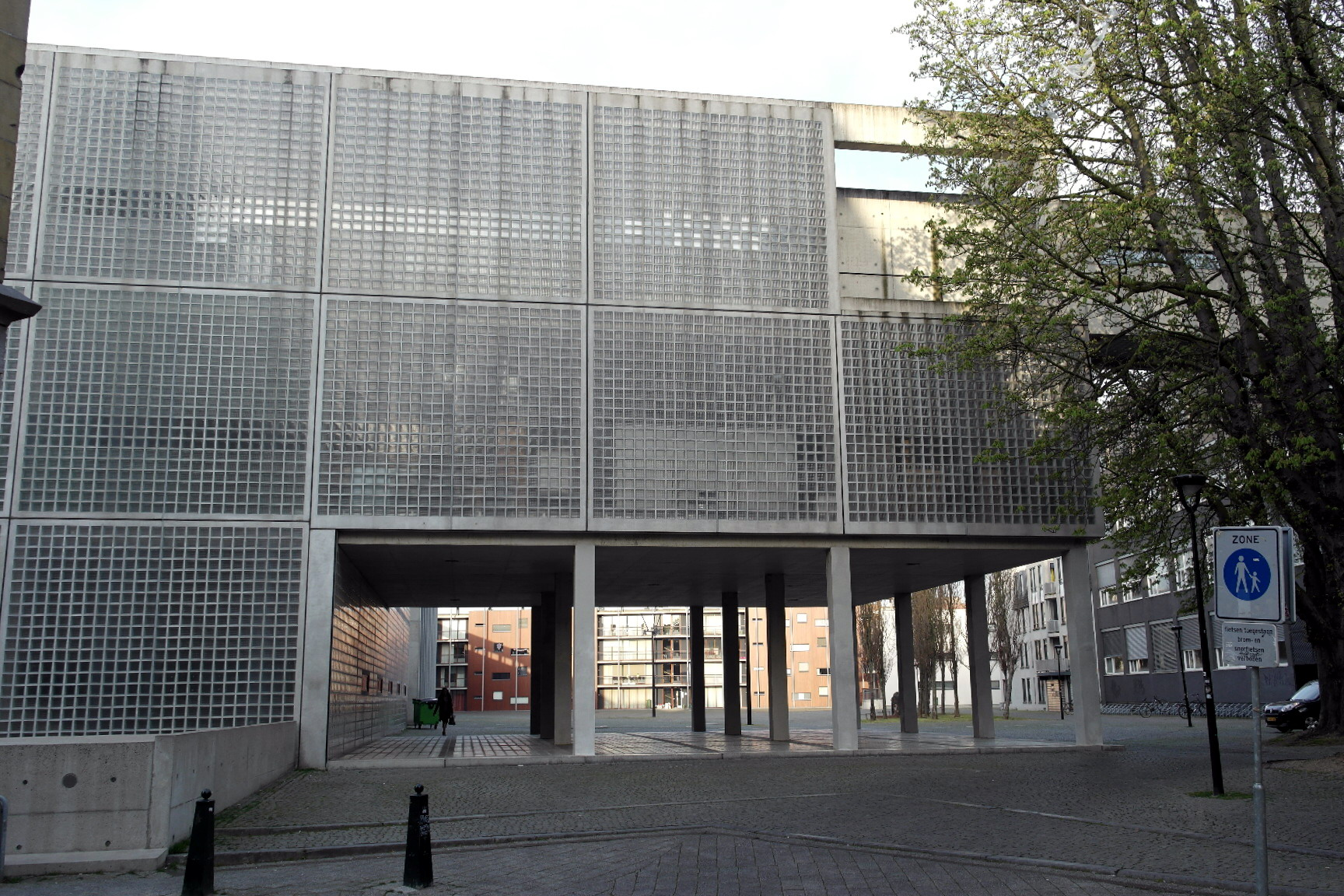
Academie Beeldende Kunsten Maastricht

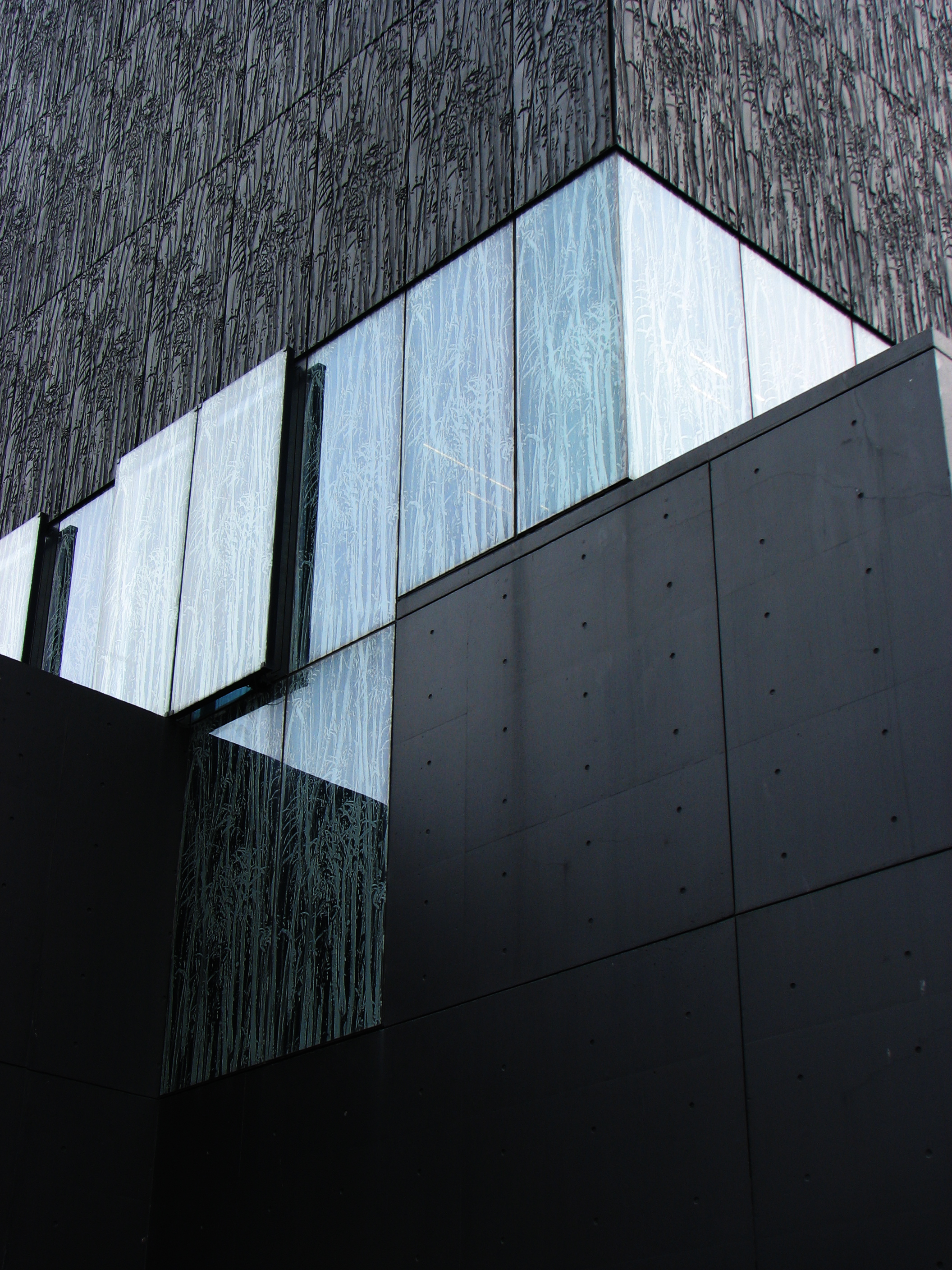
Universiteitsbibliotheek Utrecht

Bijzondere en kenmerkende projecten van Wiel Arets zijn:
- 1986-1987: Beltgens Fashion Shop, Sint Amorsplein, Maastricht
- 1989–1993: Academie Beeldende Kunsten, Maastricht (uitbreiding)
- 1990–1995: AZL Pensioenfonds Hoofdgebouw, Heerlen
- 1990–1996: Skydome KNSM-eiland, Amsterdam
- 1993–1995: Politiebureau, Vaals
- 1993–2001: De Hoge Heren, Rotterdam
- 1994–1997: Politiebureau, Cuijk
- 1997–2004: Universiteitsbibliotheek, Utrecht
- 1998–2001: Hedge House, Kasteel Wijlre
- 1998–2006: Sportcampus Leidsche Rijn (huisvesting van het Leidsche Rijn College), Utrecht
- 1999–2002: Showroom Kwakkel, Apeldoorn
- 1999–2003: Glaspaleis, Heerlen (restauratie, met Jo Coenen)
- 2000–2006: Woningbouw Kloostertuin, Apeldoorn
- 2000-2013: B' Tower, Rotterdam
- 2001–2003: Tea & Coffee Towers (limited edition, voor Alessi)
- 2002–2008: Sociale Woningbouw Pradolongo, Madrid
- 2002–2008: Vier Torens Osdorp, Amsterdam
- 2004-2007: Il Bagno Alessi dOt (badkamercollectie Alessi)
- 2004–2006: BorzoGallery, Amsterdam (inrichting)
- 2004–2006: Stadion Euroborg, Groningen
- 2005–2009: H' House, Maastricht
- 2006–2009: V' Tower, Eindhoven
- 2006–2009: Hotel Zenden, Maastricht
- 2007-2014: A' House, Tokio, Japan
- 2007–2011: De Nieuwe Liefde, Amsterdam (renovatie)
- 2008-2013: The Post, Maastricht (renovatie)
- 2008-2013: Schwäbisch Media, Ravensburg
- 2008-2014: Allianz hoofdkantoor, Zürich
- 2009-2014: Campus Hoogvliet, Rotterdam
- 2010-2013: Anna van Buerentoren, Den Haag
- 2010-2015: IJhal, Centraal Station Amsterdam
- 2014-2020: Van der Valk Hotel, Amsterdam
- 2017-2021: Antwerp Tower, Antwerpen (renovatie)
- 2022-2024: KIT-hotel, Linnaeusstraat 2C, Amsterdam (renovatie)
- deels in aanbouw: Urban Studios[5], Rotterdam, Amsterdam

## Erkenning
In 2004 voltooide Arets de bibliotheek van de Universiteit Utrecht gelegen in de Uithof, in het campusgebied ontworpen door OMA. De buitenbeglazing van de bibliotheek is gezeefdrukt met een afbeelding van bamboe gemaakt door de fotograaf Kim Zwarts, die terugkeert als een tactiele bedrukt patroon op wanden van de bibliotheek, die zwart zijn geschilderd. Deze 'tactiliteit' is sindsdien teruggekeerd naar meer projecten Arets 'in de vorm van bedrukte-beton of gezeefdrukt glas exterieurs. 
In 2011 won Arets een internationale wedstrijd om de IJhal op Amsterdam Centraal Station, een deel van de stad het plan om de waterkant te revitaliseren door het opnieuw aan te sluiten aan het IJ.
Het werk van zijn studio is regelmatig bekroond met prijzen en nominaties, zoals de Charlotte Köhler Prijs voor architectuur in 1988, de ‘1994 Mies van der Rohe Pavilion Award for European Architecture’ met een speciale ‘Emerging Architect’ vermelding, en in 2005 de BNA-Kubus, de oudste prijs voor architectuur in Nederland. In 2006 kreeg Arets de Rietveldprijs voor zijn ontwerp van de Universiteitsbibliotheek op De Uithof in Utrecht. Arets ontving daarnaast de Good Design Award voor de Alessi Il Bagno dOt productlijn in 2009, en in 2010 de Contractworld Award voor de V Tower in Eindhoven. Zijn uitgaven "Living Library", STILLS: A Timeline of Ideas, Articles & Interviews en Wiel Arets: Autobiographical References kregen de 'Best Verzorgde Boeken Award' in de categorie 'Special Interest'. In 2021 werd zijn Van der Valk Hotel Zuidas aan de Tommaso Albinonistraat 200-204 in Amsterdam uitgeroepen tot BNA Beste Gebouw van het Jaar.

## Films
- Architectuur Film Festival Rotterdam 2011: 'Perspectives'
- Venice Biennale 2002: Arsenal International Expositie – 'Utrecht University Library'
- Venice Biennale 2002: Arsenal Internationale Expositie - 'Stadium, Haarlem'
- Venice Biennale 2002: 'The Europol, The Hague'